# 地球人壞壞
《地球人壞壞》（英語：Escape from Planet Earth）是一部2013年加拿大與美國合拍的3D動畫電影，為Cal Brunker執導，布蘭登·費雪、羅伯·考德瑞、莎拉·潔西卡·帕克、威廉·薛特納及潔西卡·艾芭主演。電影於2013年2月15日在美國上映。

## 劇情
太空人史科奇（布萊登·費雪 配音）是叭噗星球上家喻戶曉的明星人物，無可救藥樂天派的他，同時也是一位勇敢的救援英雄！史科奇常常和天才書呆子哥哥蓋瑞（羅伯·考德瑞 配音）連手執行危險任務，只是一個是在太空艙，一個是在外打拼。但當太空總署總指揮莉娜（潔西卡·艾芭 配音）要兩兄弟去確認從黑暗星球上發出的求救信號時，史柯奇竟不顧哥哥的反對，急切奔赴了這個令人興奮的救援任務！殊不知，他也因此讓自己身處於危險之中。

## 角色
- 布蘭登·費雪 飾演 史科奇
- 羅伯·考德瑞 飾演 蓋瑞
- 潔西卡·艾芭 飾演 莉娜
- 威廉·薛特納 飾演 桑德森將軍
- 莎拉·潔西卡·帕克 飾演 基拉

## 製作
這部電影自2007年，就已經在溫斯坦公司開發。溫斯坦公司在新聞稿中表示，已全部投入該電影的製作，並宣布了大部分製作人員
。導演Cal Brunker曾在《神偷奶爸》、《荷頓奇遇記》及《冰原歷險記4：板塊漂移》中擔任故事版設計師。

## 音樂

### 原聲帶
《地球人壞壞》的電影原聲帶於2013年2月19日發行。
| 曲序     | 曲目                                                 | 作曲                            | 时长  |
| -------- | ---------------------------------------------------- | ------------------------------- | ----- |
| 1.       | Shooting Star                                        | 貓頭鷹城市                      | 4:06  |
| 2.       | Give Me Your Hand （Best Song Ever）                 | The Ready Set                   | 3:47  |
| 3.       | Bom Bom                                              | Sam and the Womp                | 2:54  |
| 4.       | Watch Your Back                                      | Zeazy Z                         | 2:21  |
| 5.       | Dollaz （Gotta Get It） （Bad Ass Remix）            | The Fresh Force Four            | 3:06  |
| 6.       | Shine Supernova                                      | 寇弟·辛普森                     | 3:12  |
| 7.       | What Matters Most                                    | Delta Rae                       | 2:51  |
| 8.       | George Valentin                                      | Brussels Philharmonic Orchestra | 5:36  |
| 9.       | Escape from Planet Earth Overture                    | 亞倫·齊格曼                     | 4:57  |
| 10.      | Tornado / Shanker Battles the Aliens                 | 亞倫·齊格曼                     | 6:37  |
| 11.      | Escape from Planet Earth Variation                   | 亞倫·齊格曼                     | 3:53  |
| 12.      | Shanker Targets Planet Baab / Gary and Aliens Escape | 亞倫·齊格曼                     | 5:09  |
| 13.      | Let's Go Home                                        | 亞倫·齊格曼                     | 2:37  |
| 总时长： | 总时长：                                             | 总时长：                        | 51:06 |

## 發行
《地球人壞壞》原定於2013年2月14日發行，但由於檔期間的衝突，上映日期被移到2月15日。

### 評價
爛番茄新鮮度僅33%，基於43條評論，平均分為4.6/10，而在Metacritic上得到35分，代表「普遍不佳」，評價兩極但差評居多。

### 票房
電影在北美地區的總票房為57,012,977美元，其他地區17,584,666美元，全球總計74,597,643美元。《地球人壞壞》在首映當週以15,891,055美元的票房，位居當週第四，僅次於《終極警探：跨國救援》、《竊資達人》及《愛情避風港》，次週，排名上升至第三，票房增加了10,682,037美元。

### 家庭媒體
《地球人壞壞》的DVD、Blu-ray 、Blu-ray 3D 皆於2013年6月4日發行。

## 外部連結
- 官方网站
- Production notes
- 互联网电影数据库（IMDb）上《地球人壞壞》的资料（英文）
- 大卡通資料庫上《地球人壞壞》的資料（英文）

- 爛番茄上《地球人壞壞》的資料（英文）
- Metacritic上《地球人壞壞》的資料（英文）
- Box Office Mojo上《地球人壞壞》的資料（英文）